# Первенство Европы среди молодёжи по вольной борьбе
Первенство Европы по вольной борьбе среди молодёжи проводится с 1970 года Объединённым миром борьбы. Данные взяты с FILA database Архивная копия от 14 апреля 2021 на Wayback Machine. С 1984 года Объединённый мир борьбы начал проводить юношеские Первенства Европы.

## Список соревновании
| Год  | Дата          | Место проведения      | Арена | Команда-победитель |
| ---- | ------------- | --------------------- | ----- | ------------------ |
| 1970 | 12—14 октября | Хускварна, Швеция     |       | Болгария           |
| 1972 | 26—28 октября | Хвар, Югославия       |       | СССР               |
| 1974 | 11—13 марта   | Хаппаранд, Швеция     |       | СССР               |
| 1976 | 1—3 июня      | Познань, Польша       |       | СССР               |
| 1978 | 20—21 мая     | Олеаборг, Финляндия   |       | СССР               |
| 1980 | 6—7 июня      | Бурса, Турция         |       | СССР               |
| 1982 | 1—3 мая       | Лейпциг, Германия     |       | СССР               |
| 1984 | 19—19 августа | Слагхарен, Нидерланды |       | СССР               |
| 1986 | 11—12 апреля  | Лидкёпинг, Швеция     |       | СССР               |